# Museo del naufragio de Cayo Hueso
El Museo del Naufragio de Cayo Hueso (anteriormente Shipwreck Historeum) está ubicado en Cayo Hueso, Florida, Estados Unidos . Combina actores, películas y artefactos reales para contar la historia de 400 años de salvamento de naufragios en los Cayos de Florida. El museo en sí es una recreación de un almacén del siglo XIX construido por el magnate de la grúa Asa Tift . Muchos de los artefactos en exhibición son del redescubrimiento en 1985 del barco naufragado Isaac Allerton, que se hundió en 1856 en el arrecife de los Cayos de Florida y resultó ser uno de los naufragios más ricos en la historia de Cayo Hueso, lo que resultó en la mayor cantidad monetaria del Tribunal Federal de Naufragio. premio por el salvamento de un solo buque.
El guía del museo, que representa a Asa Tift, cuenta la historia desde su punto de vista mientras explica cómo esta industria inusual proporcionó el sustento a toda la isla de Cayo Hueso en un momento en que tenía la población más grande del estado. 
Los visitantes pueden subir a la torre de observación de 65 pies de altura.

## Nuestra Señora de las Maravillas
También se incluyen reliquias de galeones españoles, incluida una barra de plata rescatada de Nuestra Señora de las Maravillas que se anima a los invitados a intentar levantar.
Al cabo de 350 años, un equipo de arqueólogos marinos ha encontrado el tesoro que iba a bordo del galeón español Nuestra Señora de las Maravillas en 1656. Colgantes, cadenas de oro y otros artefactos a lo largo del rastro de más de 9 millas de los restos del naufragio. Entre las joyas que se han encontrado, hay un colgante de oro con la cruz de Santiago y otras con símbolos de los peregrinos del Camino de Santiago.

## Galería

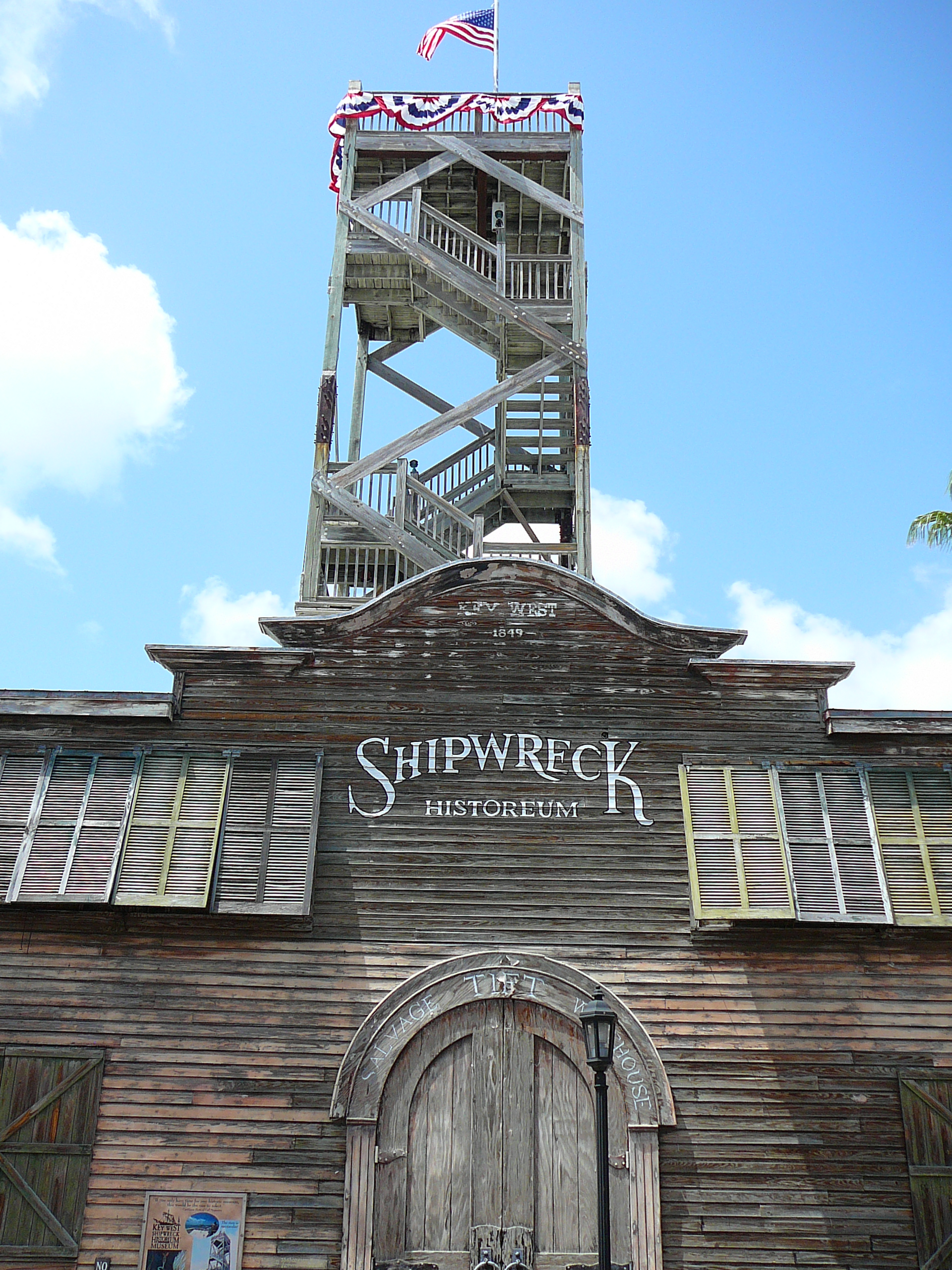
Parte posterior del Museo
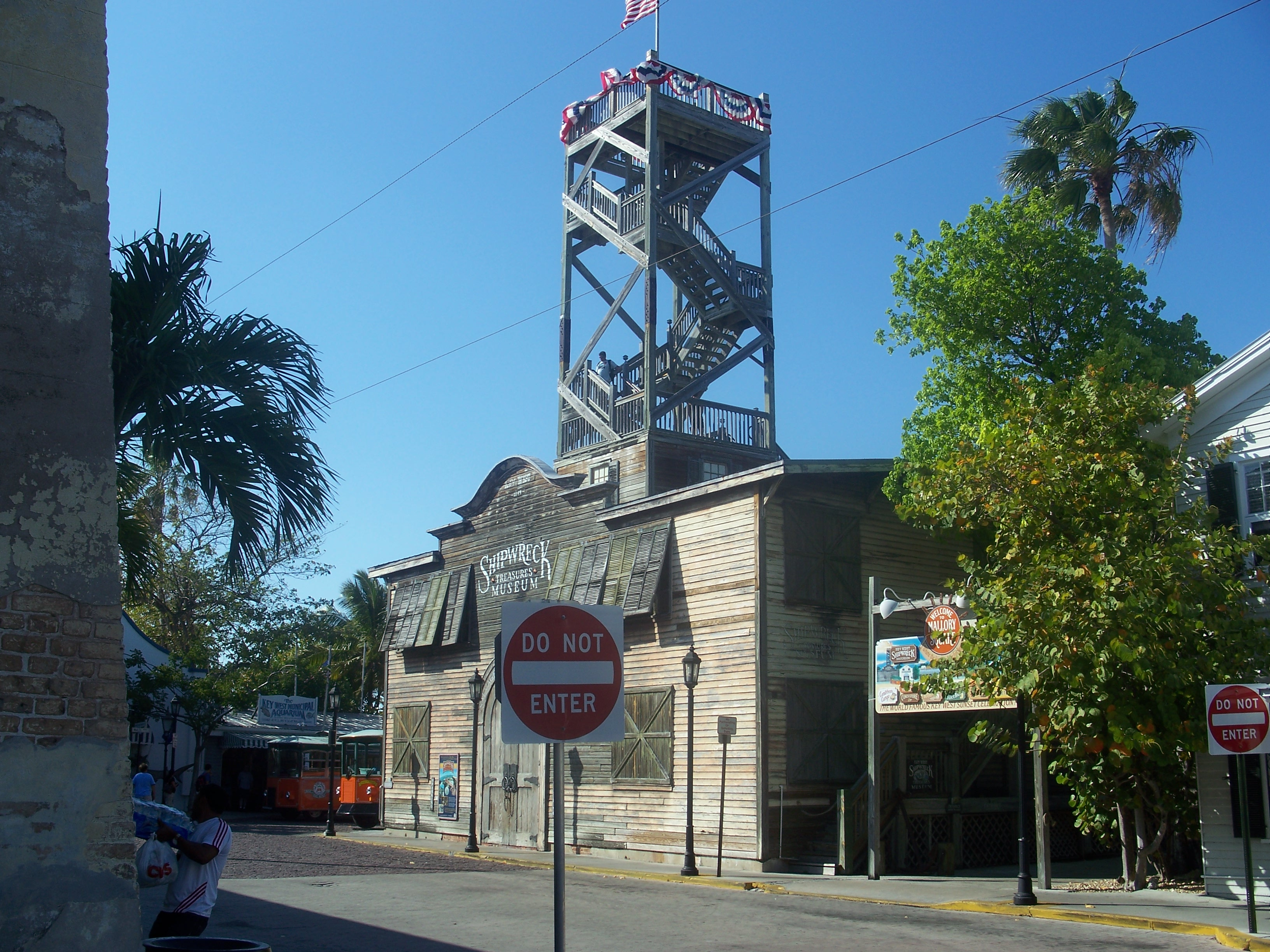